# KFC
KFC (zkratka z historického názvu Kentucky Fried Chicken) je americká nadnárodní korporace a obchodní řetězec fast food restaurací, zabývající se prodejem rychlého občerstvení, zvláště pak smaženým kuřecím masem a hranolkami v různých podobách. Patří do skupiny Yum! Brands.

## Historie

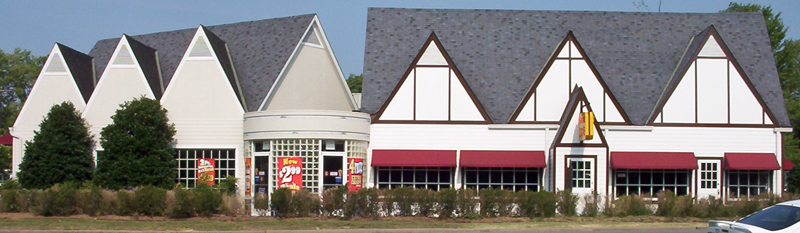
Muzeum a kavárna Harlanda Sanderse v North Corbin v Kentucky

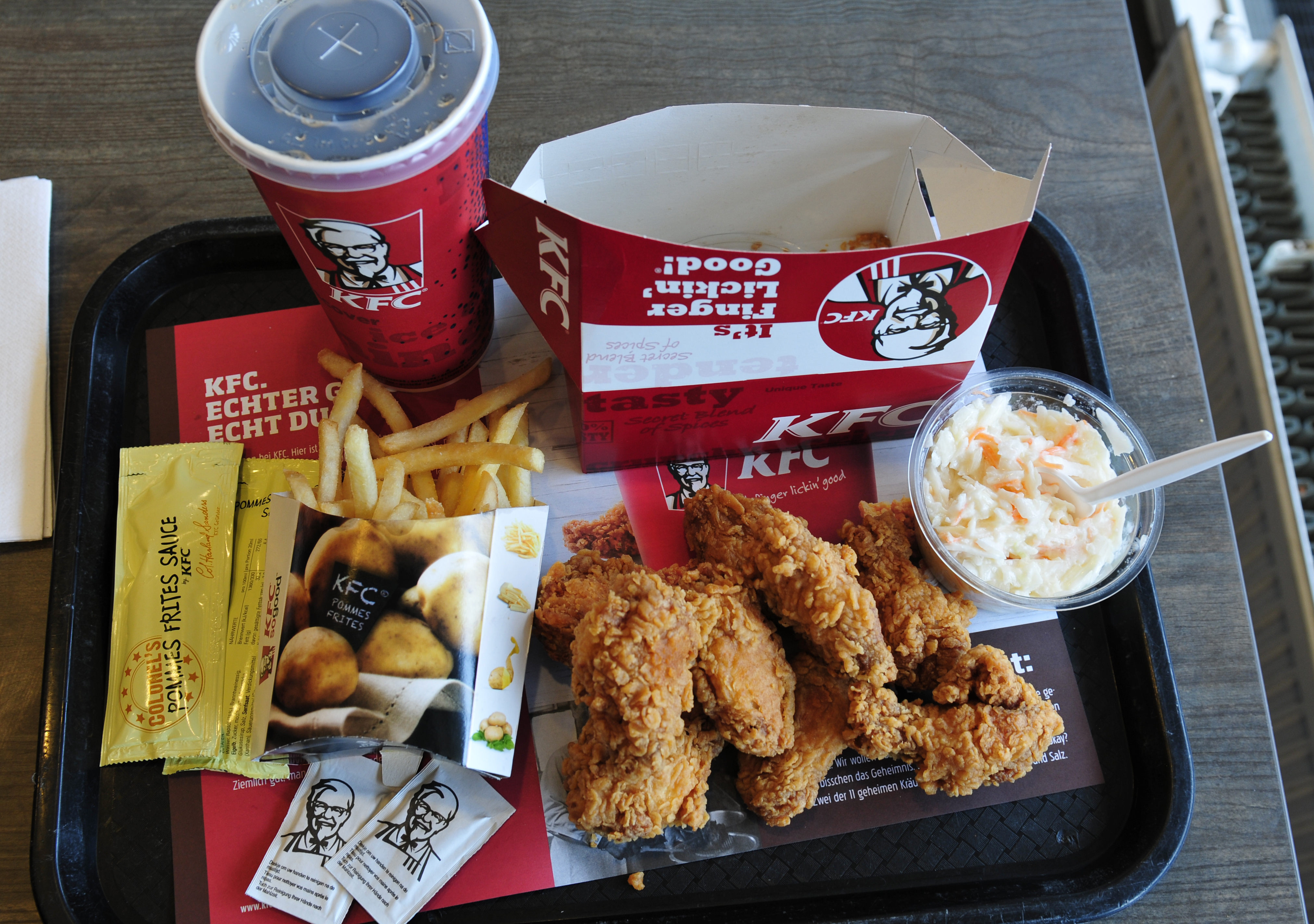
Hot Wings

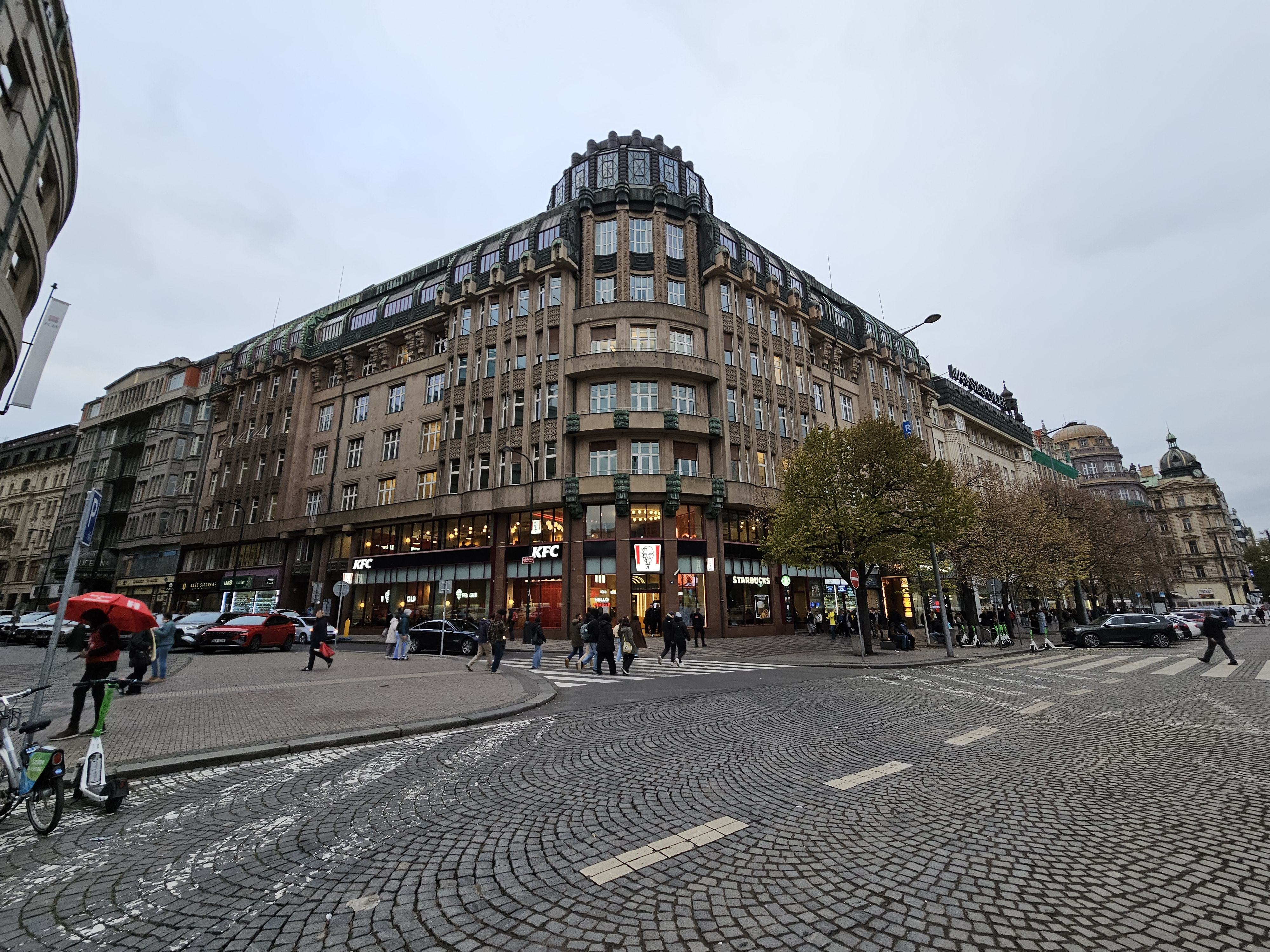
14. listopadu 2024 otevřelo KFC "vlajkovou" pobočku na Václavském náměstí. Podobných „flagship store“ má KFC zatím jen čtyři – tři v USA a jednu v Singapuru.

Harland Sanders se narodil v roce 1890 a byl vychován na farmě v Henryville, poblíž města Louisville. V pěti letech mu zemřel otec a jeho matka tak byla donucena pracovat v konzervárně. Jakožto nejstarší syn se musel Sander starat o své dva mladší sourozence. Po dosažení pěti let se za pomoci a dozoru své matky naučil vařit. Ve třinácti letech opustil rodný dům a vyzkoušel několik profesí. V žádné z nich se však nenašel. V roce 1930 se stal majitelem čerpací stanice značky Shell na silnici U.S. Route 25 v North Corbin, malém městu nacházejícím se na úpatí Appalačského pohoří, ve státě Kentucky. Poprvé zde servíroval cestovatelům jídla, která se naučil ve svém mládí: smažená kuřata, steaky, country ham (country šunku) a další. Po čtyřech letech servírování z vlastního jídelního stolu koupil Sanders na druhé straně silnice větší čerpací stanici a rozšířil ji o šest stolů. Roku 1936 mu byl za dosažené úspěchy udělen čestný titul Kentucky Colonel tehdejším guvernérem Ruby Laffoonem. V roce 1937 rozšířil svou restauraci na 142 míst a pojmenoval ji Sanders Court & Café. Koupil také motel na protější straně silnice.
Původně trvala příprava kuřete na ocelové pánvi přibližně 30 minut, což bylo pro restauraci příliš dlouho. O devět let později, v roce 1939, přešel na smažení pod tlakem, což umožnilo přípravu kuřete zkrátit. V roce 1940 také vytvořil směs 11 druhů bylinek a koření, nazvanou Original Recipe.
Jeho Sanders Court & Café sloužilo především cestujícím, kteří projížděli městem Corbin směrem na Floridu. Když se začal roku 1950 plánovat obchvat Corbinu, rozhodl se Sanders podnik prodat a začal svůj recept a výrobní postup nabízet restauracím napříč Spojenými státy. První, kdo jeho postup použil, byl Pete Harman v South Salt Lake v Utahu; společně roku 1952 otevřeli první provozovnu Kentucky Fried Chicken. Na počátku 60. let už prodal přes 600 licenci v USA a Kanadě. V roce 1968 už fungovalo 638 restaurací KFC a v roce 1971 bylo v provozu 3 500 restaurací.
Dnes restaurace KFC nabízejí více než 400 různých produktů (od Chicken Pita v Kuvajtu přes Lososový sendvič v Japonsku až po Mean Griens v USA). Základní nabídku tvoří kousky kuřete, připravované podle tajného receptu Colonela Sanderse.

## KFC v Česku

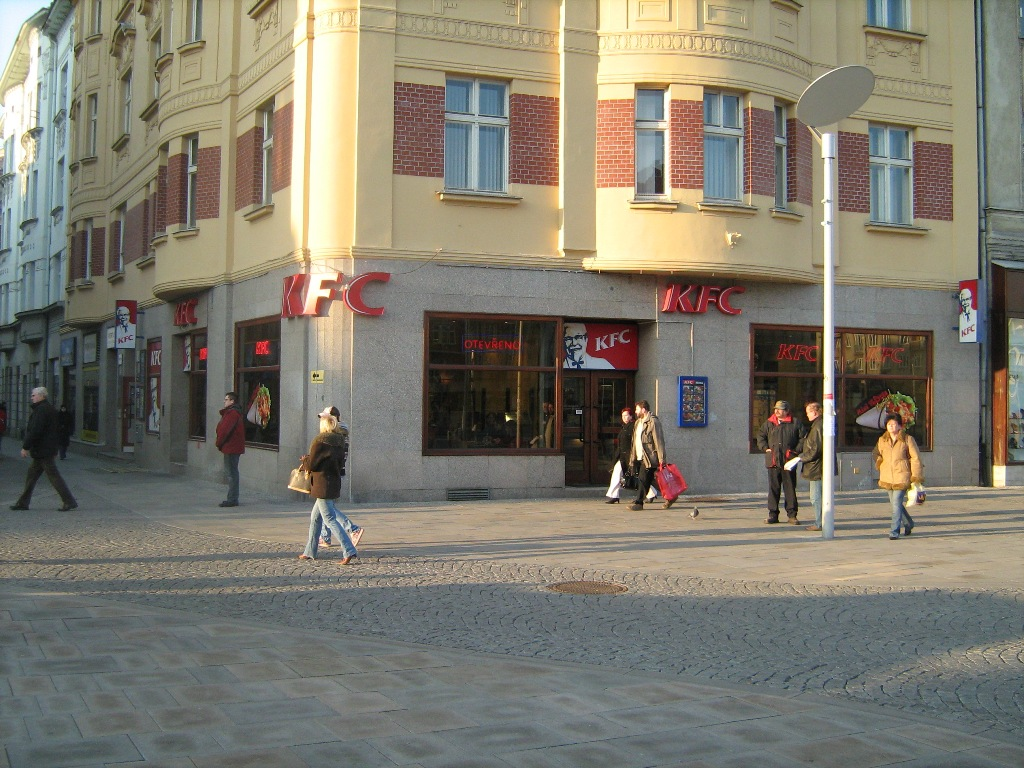
Restaurace KFC v Ostravě

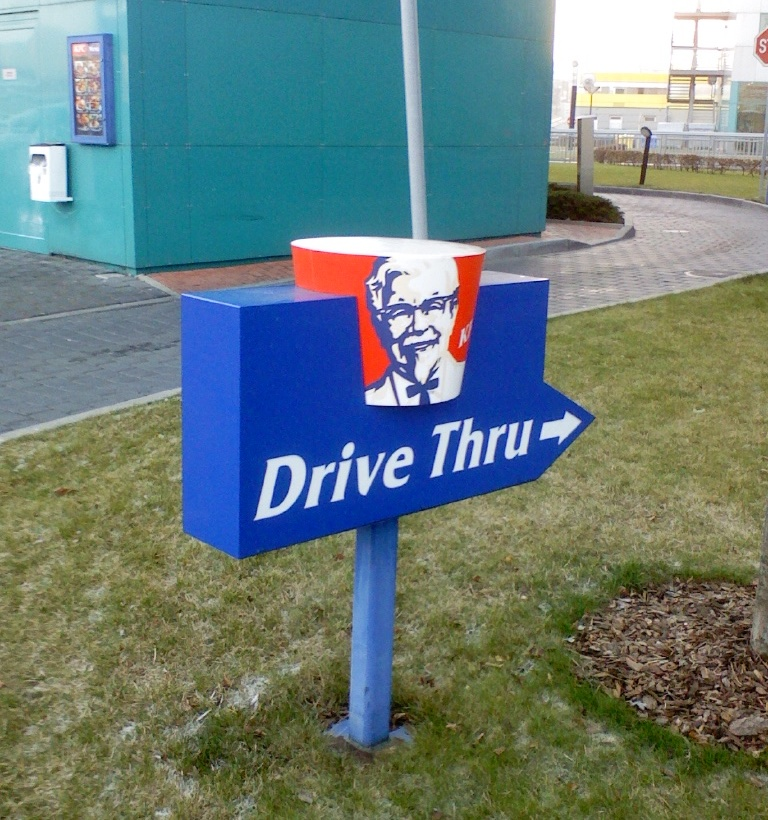
Směrovka k okénku „Drive Thru“ u KFC Prague Gate v Praze na Chodově

V České republice zahájilo KFC provoz v roce 1994 a jeho první restaurace byla ve Vodičkově ulici v Praze. V lednu 2022 mělo KFC v Česku 134 restaurací, z toho téměř čtyřicítka z nich se nacházela v Praze. Několik restaurací u významných silničních tahů nebo u frekventovaných ulic ve městech je také vybaveno tzv. „Drive Thru“ okénkem, kde je možné si objednat jídlo bez nutnosti opustit svůj vůz.
Provozovatelem restaurací KFC v České republice je AmRest s.r.o., pobočka společnosti Amrest se sídlem v Madridu, která mimo jiné vlastní licenci také pro Polsko a Ukrajinu a v Česku provozuje také restaurace řetězce Burger King, Pizza Hut a kavárny Starbucks.

## Zajímavosti
- Ročně se v KFC na celém světě prodá 914 miliónů kousků kuřat.
- KFC otevírá na světě průměrně jednu restauraci denně.
- Jedno extra křupavé kuřecí křídlo má 510 kcal a obsahuje 33 gramů tuku.[10]

## Kritika
- V červnu 2004 americká Federal Trade Commission označila tehdejší kampaň KFC (ta tehdy vydávala své výrobky za zdravou výživu s heslem „jezte lépe“) za lživou reklamu.[11]
- Hnutí People for the Ethical Treatment of Animals (PETA, Lidé za etické zacházení se zvířaty) KFC kritizují za odběr kuřat od dodavatelů, kteří je chovají v nepřijatelných podmínkách a dopouštějí se jejich týrání.
- Podle aktivistické skupiny Dogwood Alliance je dřevo na papír, používaný pro produkty KFC, těženo z panenských lesů jižních oblastí Spojených států a to stylem velkoplošné deforestace bez jakéhokoli prospektu pozdější obnovy nebo konverze biodiverzních lesních porostů v monokulturní „plantáže“.[10]
- Bývá označováno jako junk food